# Зусман, Леонид Павлович
Леони́д Па́влович Зу́сман (3 (16) мая 1906, Гродно — 9 апреля 1984, Москва, РСФСР) — советский художник-график, художник книги, театральный художник.
Член секции графики Союза художников СССР (1932). Серебряная медаль Международной выставки книги в Лейпциге (1959), диплом Международной выставке книги в Москве (1967).

## Биография
Л. П. Зусман родился 16 мая 1906 года в городе Гродно (ныне Республика Беларусь) в семье инженера и зубного врача. В том же году семья переехала в Москву, где отец работал по специальности, а мать оставила врачебную деятельность и посвятила себя домашним делам и воспитанию будущего художника.
В 1919—1923 годах одновременно с учёбой в старших классах средней школы, Зусман посещал частные художественные студии Ф. Рерберга и А. Миганаджиана в Москве, стал вольнослушателем Первых государственных свободных художественных мастерских в классе И. Машкова — одного из основателей известного объединения московских художников «Бубновый валет». В 1921 году он с друзьями выпустил первый номер машинописного литературно-художественного альманаха «Юная мысль», в котором выступил в роли художника. В 1924—1926 годах учился в Высшем художественно-техническом институте в Ленинграде у К. Петрова-Водкина, а в 1927—1929 годах — в Высшем художественно-техническом институте в Москве у Д. Штеренберга.
C 1928 года участник выставок. С 1931 года работал как иллюстратор и оформитель книги, создавал декорации спектаклей в театрах Москвы, Киева, Одессы, Рыбинска. Жил в маленьком домике в старом Замоскворечье и излюбленным мотивом его живописи стали улицы этого района, где прошли годы детства и учёбы. Художник писал и портреты близких ему людей. Были у него и литографические работы — портреты генерала П. И. Багратиона и полководца М. И. Кутузова. В 1932 году Леонид Павлович стал членом Союза художников, в секции графики.
В Великую Отечественную войну Л. П. Зусман был на фронте, участвовал в боях, дослужился до сержанта. Во время армейской службы работал и как художник фронтовых газет («Крылья Победы», «В бой за Родину»). В 1944 году после госпиталя был демобилизован по болезни. C того же 1944 года сотрудничал в «Окнах ТАСС» и различных издательствах, был художественным редактором журнала «Вокруг света». В 1959 году удостоен серебряной медали на Международной выставке книжного искусства в Лейпциге за оформление книги Эразма Роттердамского «Похвала глупости». Умер Леонид Павлович Зусман в 1984 году.

### Семья
Отец — Павел Исаакович Зусман, инженер; был тонким, образованным человеком, по-настоящему любящим литературу и искусство. На полках его библиотеки стояли книги с дарственными надписями от художников круга «Мир искусства».
Мать — зубной врач.

## Творчество
Творчество Л. П. Зусмана тесно связано с иллюстрациями детских книг, оформлением различных газет и журналов. Он считал делом своей жизни оформление и иллюстрирование книг. Он сделал рисунки к «Оливеру Твисту» Ч. Диккенса, «Легенде о Тиле Уленшпигеле» Ш. Де Костера, «Красному и чёрному» Стендаля, «Тысяче и одной ночи», а также почти к 70 другим книгам, вышедшим главным образом в издательствах «Детская литература», «Госиздат», «Молодая гвардия», «Советский писатель». Он много работал и как театральный художник, создавая декорации к классическим и современным пьесам. Так, в Московском театре Сатиры он оформил спектакль «Неравный брак», в Одессе в его декорациях шли «Блуждающие звезды», в Минском оперном театре — «Кармен».
В детских иллюстрациях Зусмана звучат любимые темы художника: маленькие городские дворики и дворы-колодцы, комнаты с окнами. Спустя много лет эта тема получит развитие в его позднем творчестве, которое позволяет уверенно говорить о Л. П. Зусмане не только и не столько как о книжном графике, но прежде всего как о замечательном живописце.
Мне чужда мысль, что картина является ценностью лишь сама по себе. Смысл её я вижу в тех образах и ассоциациях, которые она вызывает, и чем богаче и шире их крут, тем она нужнее.

Леонид Зусман. 1978

### Выставки
Участвовал в выставках с 1928 года. В их числе:
- 1928 — 4-я выставка картин, рисунков и скульптуры ОСТ;
- 1929 — Художественная выставка СССР в Нью-Йорке;
- 1931 — Парижская выставка;
- 1938 — советская выставка в Лондоне;
- 1939 — выставка в Брюсселе;
- 1966 — первая персональная выставка в Москве;
- 1978 — вторая персональная выставка в Москве.

В 1959 году на Международной выставке книги в Лейпциге он был удостоен серебряной медали.

## Избранные работы
- Корнилов В. А. Тарханы: Музей-усадьба М. Ю. Лермонтова / Отв. ред. В. И. Вольпин; Обложка худ. Л. П. Зусмана. — М.: Гослитмузей, 1948. — 72 с. — (Литературные памятники и уголки СССР). — 8000 экз.